# جون تومسون (لاعب كرة قدم)
جون تومسون (بالإنجليزية: John Thompson)‏ (12 أكتوبر 1981 بدبلن في جمهورية أيرلندا - ) هو لاعب كرة قدم أيرلندي في مركز الدفاع. شارك مع منتخب جمهورية أيرلندا تحت 21 سنة لكرة القدم ومنتخب جمهورية أيرلندا لكرة القدم. أما مع النوادي، فقد لعب مع أولدهام أثلتيك ونادي ترانمير روفرز لكرة القدم ونوتس كاونتي ونوتينغهام فورست ونادي مانسفيلد تاون.

## وصلات خارجية
- جون تومسون على موقع قاعدة بيانات كرة القدم.إي يو (الإنجليزية)
- جون تومسون على موقع Soccerbase.com (لاعب) (الإنجليزية)